# A maiori, ad minus
A expressão latina a maiori, ad minus é uma forma de argumentação jurídica que estabelece que o que é válido para o mais, deve necessariamente prevalecer para o menos, ou "quem pode o mais, pode o menos". É um tipo de argumento que se insere na argumentação a fortiori, juntamente com os raciocínios do tipo a minori, ad maius, que é o seu inverso, estando também relacionado com o processo a simili. É utilizado para a interpretação extensiva da lei, isto é, para casos não contemplados diretamente na lei, mas que se podem inferir utilizando este raciocínio. O termo "maior" pode referir-se ao que é considerado como certo, mas também se pode aplicar ao que é verosímil ou mais provável. A expressão pode aplicar-se, de um ponto de vista negativo, ao sujeito (se um cientista não sabe explicar a origem do Universo, muito menos o saberá fazer um seu aluno, com menos conhecimentos), ao predicado (se um escritor não é capaz de escrever um conto, muito menos será capaz de escrever um romance) ou aos dois, simultaneamemte (se todos os políticos do mundo não conseguem resolver uma crise passageira, muito menos os meus governantes conseguirão resolver a crise instalada no meu país).
Note-se que, por vezes, o mais pode ser facilmente intermutável com o menos, pelo que argumentos a maiori, ad minus podem ser, simultaneamente, argumentos a minori, ad maius. Por exemplo, no caso referido "se um escritor não é capaz de escrever um conto, muito menos será capaz de escrever um romance", escrever um conto pode ser considerado "mais fácil" mas, também "menos difícil". Depende, portanto, do ponto de vista.